# Dẫn điện hoàn hảo
Bài này nói về mô hình vật chất trong vật lý cổ điển, ví dụ từ thủy động lực học. Xem bài siêu dẫn để biết về vật chất thực tế có một tính chất tương tự
Dẫn điện hoàn hảo khái niệm là mô hình lý tưởng trong vật lý cổ điển, ví dụ như từ thủy động lực học, chỉ các vật có điện trở bằng không.
Dòng điện chạy trong dây dẫn điện hoàn hảo sẽ không tỏa ra nhiệt lượng, nghĩa là năng lượng của dòng điện không bị tiêu hao trong quá trình chuyển tải điện từ nơi này đến nơi khác.
Vật chất thực tế có tính chất dẫn điện hoàn hảo là chất siêu dẫn. Chất này còn có các tính chất khác mà vật dẫn điện hoàn hảo trong mô hình cổ điển (như từ thủy động lực học) không xét tới. Ví dụ, trong vật siêu dẫn, còn có thể xảy ra hiện tượng lượng tử hóa của từ trường.